# The Sallyangie
The Sallyangie bylo anglické folkové duo hrající na konci 60. let 20. století. Jeho členy byli sourozenci Mike a Sally Oldfieldovi. V roce 1969 vydali svou jedinou LP desku Children of the Sun a následně se rozpadli. Oba členové se poté vydali na sólovou dráhu a vydali mnoho alb.
Název The Sallyangie vznikl spojením křestního jména Sally Oldfieldové a „Angie“, názvu instrumentální kytarové skladby od Daveyho Grahama.

## Diskografie

### Studiová alba
- Children of the Sun (1969)

### Singly
- 1969 – „Two Ships“
- 1972 – „Child of Allah“